# ناحیه نوربه
ناحیه نوربه (به لاتین: Nyurbinsky District) یک منطقهٔ مسکونی در روسیه است که در یاقوتستان واقع شده‌است.